# Rhododendron walongense
Rhododendron walongense là một loài thực vật có hoa trong họ Thạch nam. Loài này được Kingdon-Ward miêu tả khoa học đầu tiên năm 1953.